# Кейко (косатка)

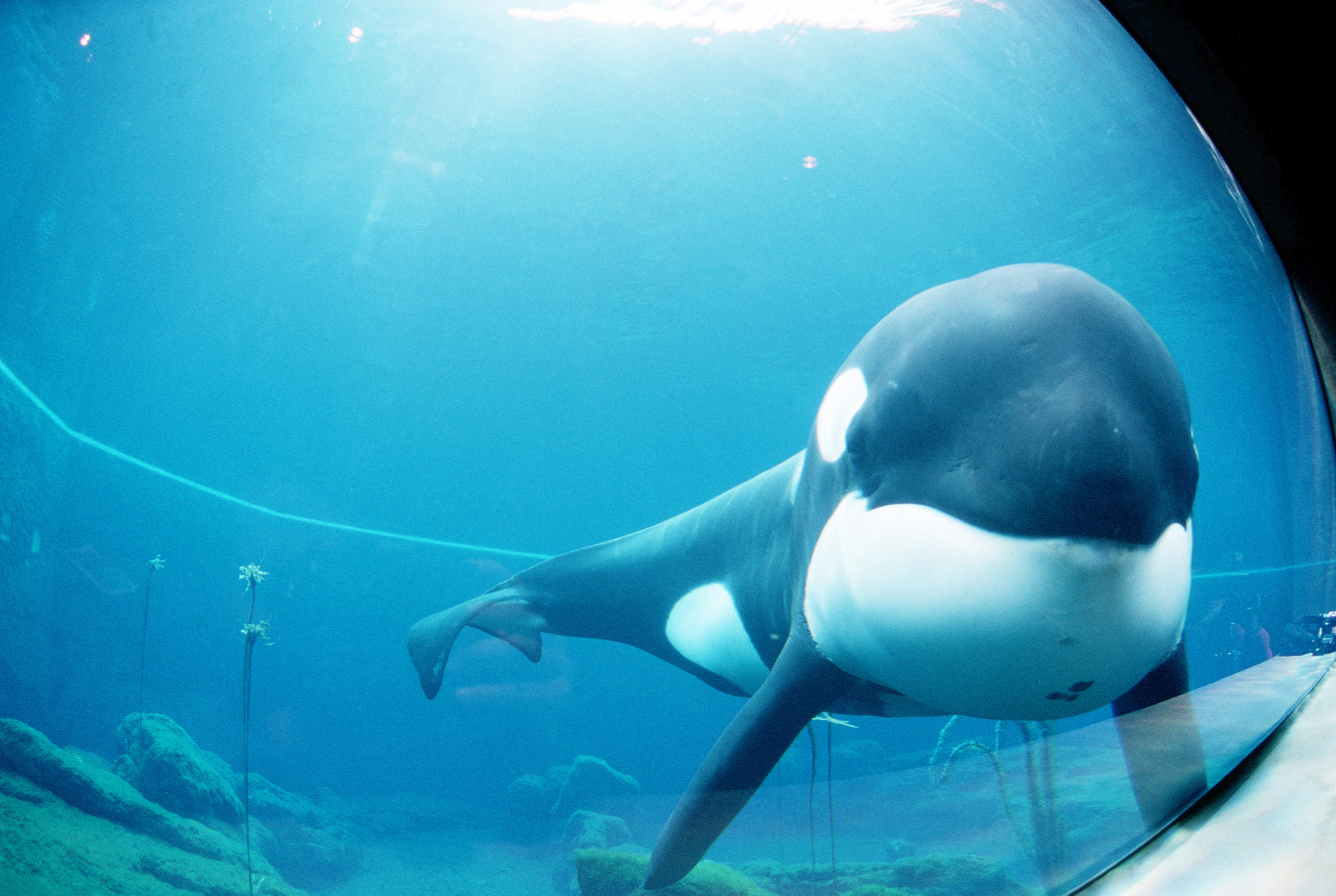
Кейко, грудень 1998

Кейко (англ. Keiko, 1976/77 — 12 грудня 2003) — самець косатки, який став відомим завдяки зйомкам у серії фільмів «Звільніть Віллі».

## Життя
Кейко, чиє ім'я перекладається з японської як «щасливчик», був пійманий у 1979 році біля берегів Ісландії й відправлений в акваріум ісландського міста Гапнарфйордур. Три роки по тому косатку було продано в Онтаріо, а з 1985 року Кейко став виступати в парку розваг Мехіко.
У 1993 році на екрани вийшов фільм «Звільніть Віллі». Виконавець однієї з головних ролей Кейко став справжньою зіркою. На його адресу стали надходити благодійні внески: суспільство вимагало покращення умов проживання косатки, який у той час тяжко хворів, і підготовки тварини до випуску на волю. Для збору коштів у 1995 році був заснований Фонд допомоги Кейко. На зібрані кошти у 1996 році він був перевезений в океанаріум Ньюпорта, штат Орегон, де проходив лікування.
У 1998 році на літаку Кейко був доставлений на батьківщину в Ісландію. У Рейк'явіку було збудовано спеціальне приміщення для Кейко, де його готували до випуску на свободу. Дарма що повернення косатки в дику природу викликало багато суперечок (деякі експерти висловили думку, що він не зможе вижити в нових для себе умовах), у 2002 році Кейко був відпущений на волю. Спостереження за ним було довірено групі Ocean Futures.
Опинившись на волі, Кейко проплив близько 1400 км і поселився на заході Норвегії. Хоча родичі й викликали у нього певний інтерес, Кейко залишався більш прив'язаним до людей. Спеціалісти-спостерігачі продовжували годувати його на волі.
Адаптуватись до життя у дикій природі Кейко так і не зміг. Він помер 12 грудня 2003 року від пневмонії. В Орегонському морському акваріумі 20 лютого 2004 року на честь його пам'яті була влаштована прощальна церемонія, яку відвідали 700 людей.

## Фільмографія
- 1990 — Keiko en peligro
- 1993 — Звільніть Віллі / Free Willy
- 1995 — Звільніть Віллі 2 / Free Willy 2: The Adventure Home
- 1997 — Звільніть Віллі 3 / Free Willy 3: The Rescue